# Harold’s Cross
Harold’s Cross (irisch Cros Araild; deutsch: „Haralds Kreuz“) ist ein städtisches Quartier von Dublin.

## Lage
Harold’s Cross liegt etwa drei Kilometer südsüdwestlich des Stadtzentrums von Dublin und erstreckt sich von der nördlichen Grenze, dem Grand Canal, nach Süden. Der Fluss Poddle fließt weitgehend unterirdisch durch den Stadtbezirk.
Harold’s Cross liegt zwischen den Quartieren Portobello, Ranelagh, Rathgar, Rathfarnham, Terenure, Kimmage, Crumlin und Dolphin’s Barn. In Harold’s Cross kreuzen sich die R111, die R137 und die R817.

## Geschichte
Über die Ursprünge des Namens bestehen unterschiedliche Theorien. Ob und inwieweit es einen Bezug zu einem Kreuz oder Hochkreuz gab, ist unbekannt. Eventuell bezieht sich „Cross“ auch auf „Crossing“, d. h. eine Kreuzung mehrerer Straßen vor den südlichen Toren Dublins. Dies wird durch den Umstand gestützt, dass die Slíghe Chualann, eine der wichtigsten Straßen des mittelalterlichen Irland, hier entlang führte. Nach einer weiteren Auffassung handelte es sich um einen Galgen. Diese Auffassung wird dadurch gestützt, dass Harold’s Cross bis in das 18. Jahrhundert hinein Hinrichtungsstätte war. Schon im 14. Jahrhundert ist ein Galgen des Erzbischofs von Dublin nachgewiesen.
Um 1798 war Harold’s Cross Treffpunkt der Rebellen der Society of United Irishmen. Hier wurde konspirativ der Aufstand besprochen. Allerdings wurde Robert Emmet hier auch verhaftet.
Das 1804 von den Klarissenschwestern gegründete Waisenhaus ist heute eine Grundschule und die älteste noch vorhandene Bildungseinrichtung des Erzbistums Dublin.
Im 19. Jahrhundert befanden sich am Fluss Poddle zahlreiche Mühlen. Diese wurden insbesondere von einer Quakergemeinde betrieben, die hier ansässig war. Aus der Quäkergemeinde gingen auch das erste Eisenbahnunternehmen Irlands und der Tabakanbau in der Region hervor.
Der Friedhof „Mount Jerome Cemetery“ wurde 1836 durch die anglikanische Kirche eingerichtet. Bestattet sind hier Persönlichkeiten wie George William Russell, Thomas Davis und der Vater von Oscar Wilde, William Wilde. Ursprünglich ein rein anglikanischer bzw. protestantischer Friedhof er später auch für katholische und zuletzt auch für muslimische Bestattungen geöffnet.

## Gotteshäuser
Hier befindet sich das Kloster von Mount Argus, bekannt durch den Priester Karel vom heiligen Andreas, der 2007 heilig gesprochen wurde, und die Klosterkirche. Letztere wurde auch von der Dublin Metropolitan Police genutzt. Die Peter-und-Paul-Kirche war früher eine anglikanische Kirche und wird heute als russisch-orthodoxe Kirche genutzt.

## Infrastruktur
Die Religious Sisters of Charity (auch: Irish Sisters of Charity) wurden 1815 von Mary Aikenhead gegründet; als Hospiz und Pflege-Einrichtung Our Lady's Hospice ist sie im House Greenmount seit 1879 am Standort im Zentrum von Harold’s Cross eine geriatrische Einrichtung. Dort befindet sich heute auch das Mary Aikenhead Heritage Centre, das museal die Entstehung der Einrichtung und das Wirken von Mary Aikenhead dokumentiert.

## Persönlichkeiten
- John Moore (1942–2010), katholischer Bischof von Bauchi

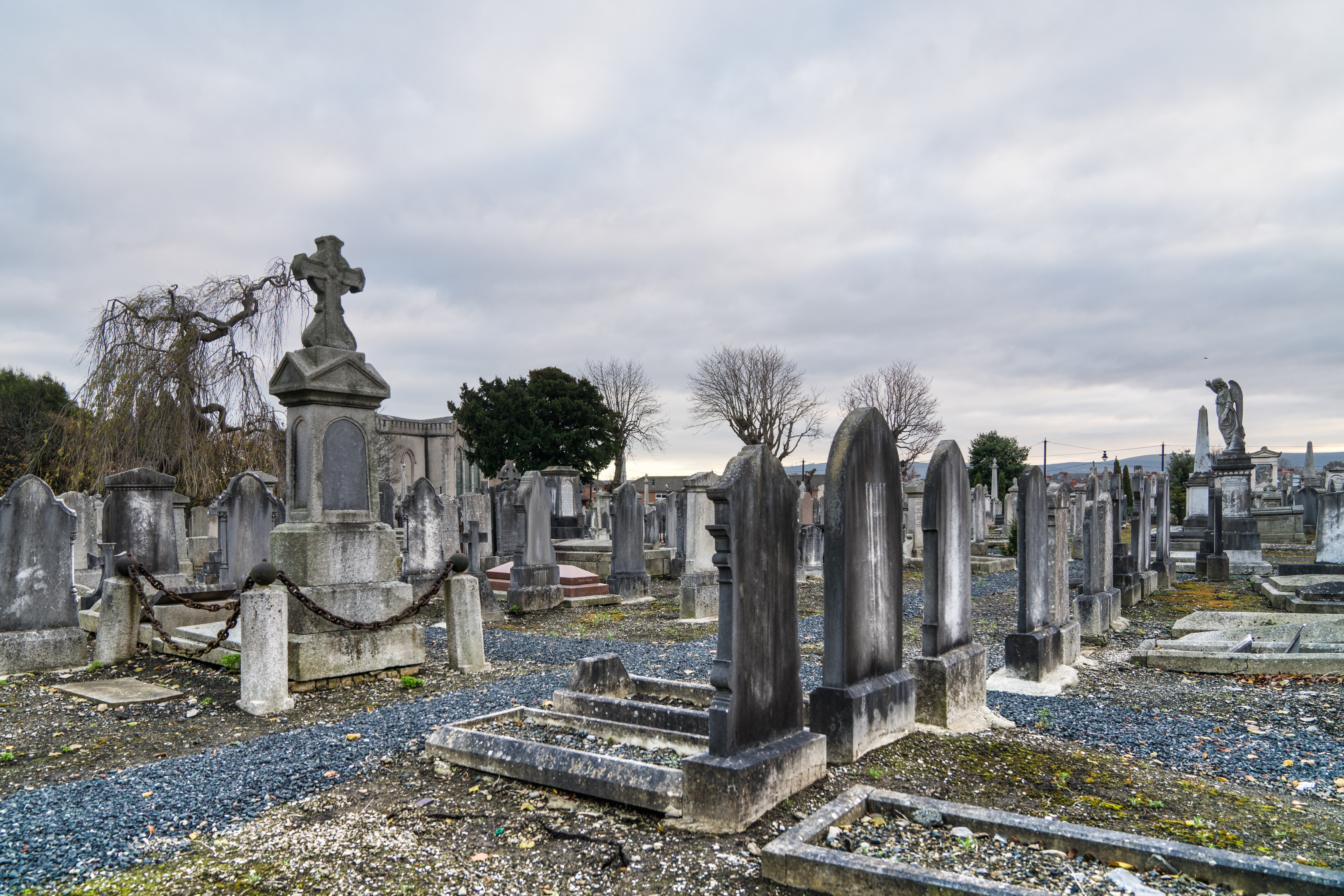
Friedhof Mount Jerome
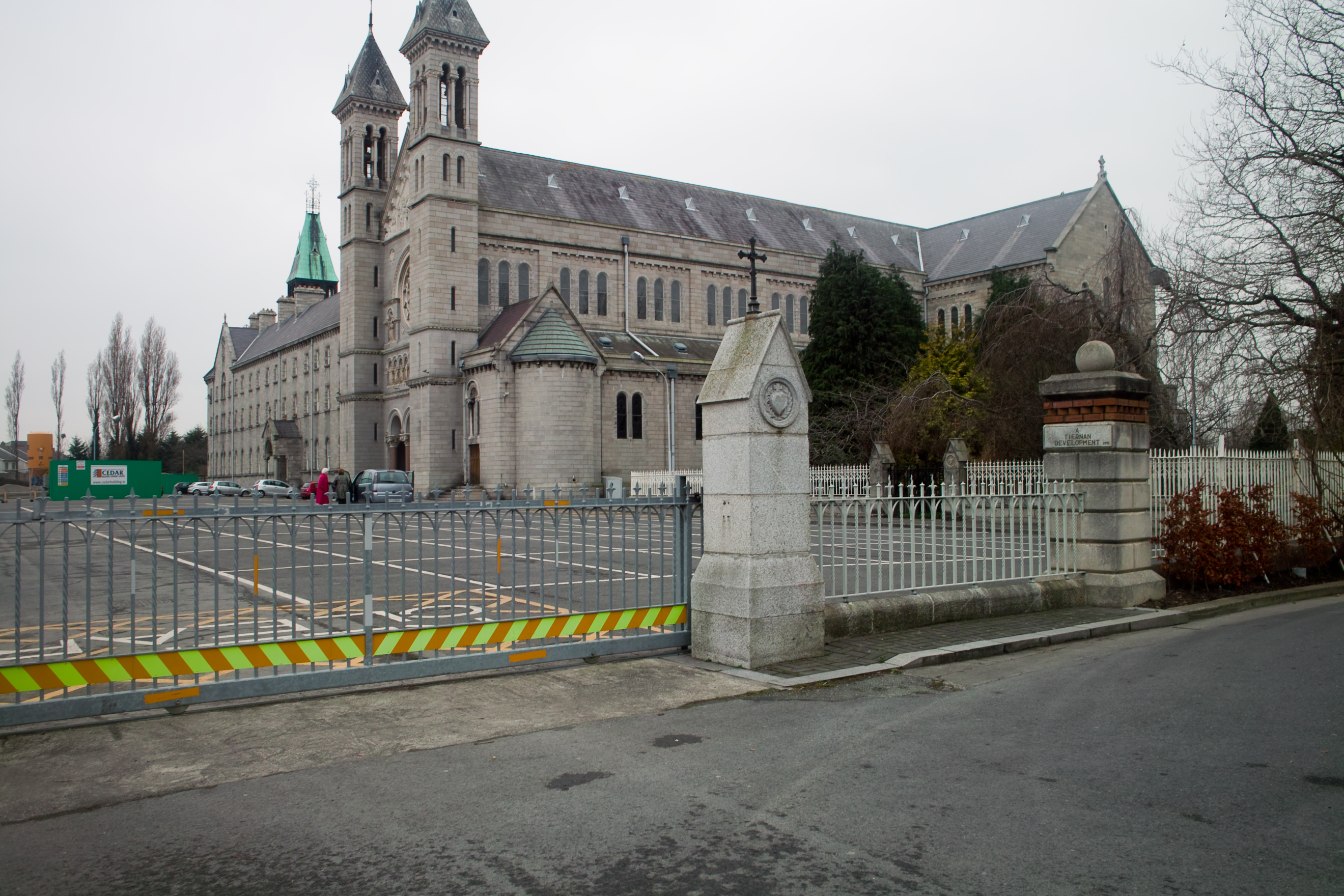
Klosterkirche Mount Argus
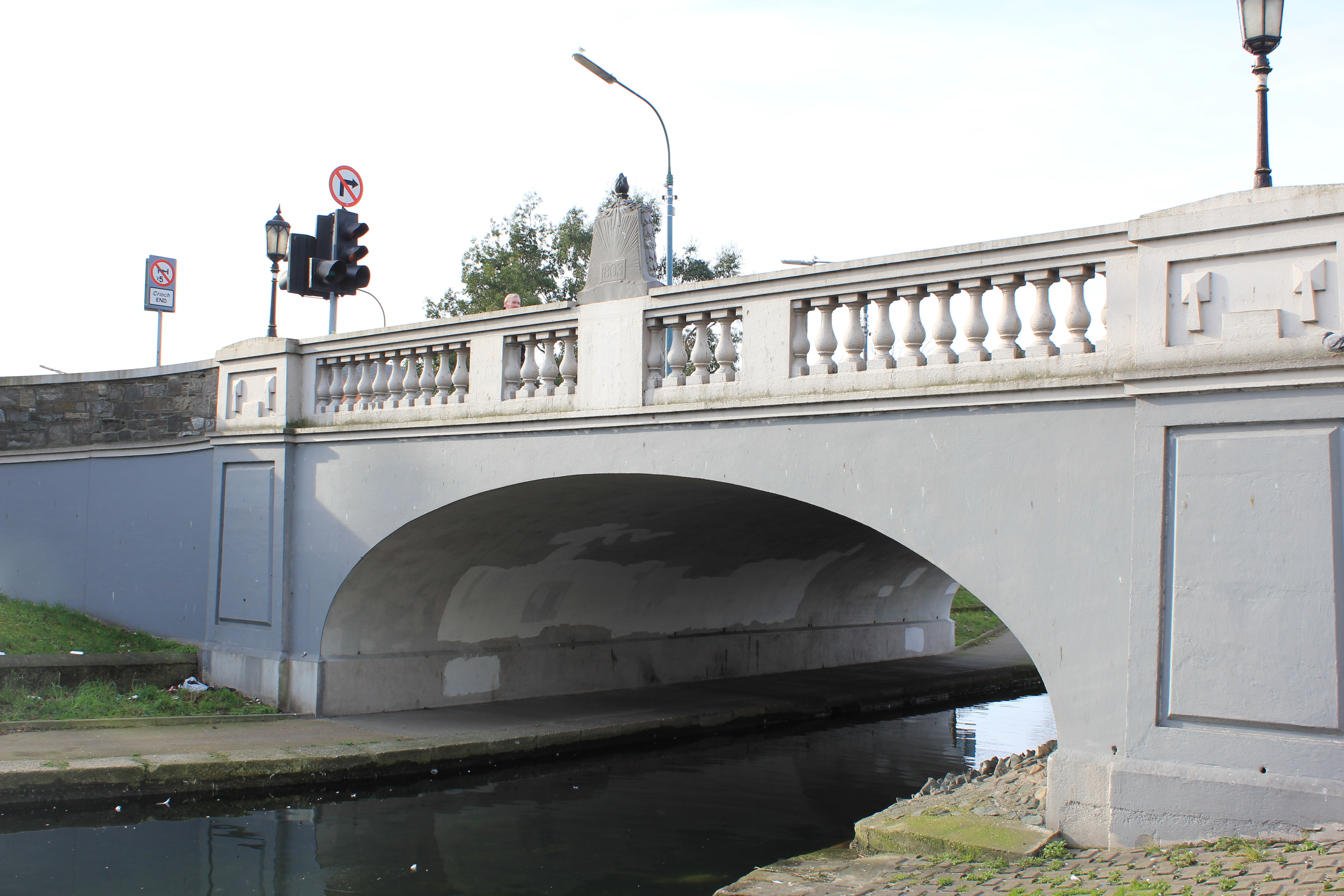
Robert Emmet Bridge über den Grand Canal